# A tengeralattjáró (televíziós sorozat, 2018)
A tengeralattjáró (eredeti címe Das Boot) egy 2018-ban indított német-cseh televíziós sorozat, amelyet a Sky One készített. A Wolfgang Petersen által rendezett 1981-es A tengeralattjáró c. mozifilm (és az abból készül 1985-ös azonos című tévésorozat) folytatása.
Az eredeti filmhez hasonlóan a sorozat Lothar-Günther Buchheim azonos című regényén alapul, de további kiegészítésekkel, Buchheim 1995-ös Die Festung c. regényének folytatásából. Mivel az eredeti film cselekménye 1941 decemberében ér véget, a sorozat cselekményére kilenc hónappal később, 1942-ben kerül sor. A történet két narratívára oszlik: az egyik a francia ellenállás körül zajlik, a másik pedig a német U-612 tengeralattjáró legénységéről szól.

## Cselekmény
Az 1942-ben, útjára indítják az U-612 tengeralattjárót, az új kapitánnyal, Klaus Hoffmannal. Eközben bemutatja a La Rochelle-i felkelést.

## Szereposztás
- Rick Okon – Kapitänleutnant Klaus Hoffmann („Kaleu”)
- Vicky Krieps – Simone Strasser
- Robert Stadlober – Oberfähnrich Hinrich Laudrup („Smut”)
- Leonard Scheicher – Oberfunkmaat Frank Strasser
- Rainer Bock – Heinrich Glück fregattkapitány
- Clemens Schick – Johannes von Reinhartz korvettkapitány
- August Wittgenstein – Oberleutnant zur See Karl Tennstedt
- Tom Wlaschiha – Hagen nyomozó
- Forster Vincent Kartheiser – Samuel Greenwood
- James D’Arcy – Philip Sinclair
- Thierry Frémont – Pierre Duval nyomozó
- Lizzy Caplan – Carla Monroe
- Olivier Chantreau – Émile Charpentier
- Franz Dinda – Robert Ehrenberg főhadnagy
- Philip Birnstiel – Leutnant zur See Benno Schiller
- Rafael Gareisen – Mechanikerobergefreiter Max von Haber
- Leon Lukas Blaschke – Mechanikergast Thorsten Hecker
- Pit Bukowski – Obermaschinenmaat Pips Lüders
- Stefan Konarske – Korvettenkapitän Ulrich Wrangel
- Leonard Kunz – Bootsmann Günther Maas
- Fleur Geffrier – Margot Bostal
- Clara Ponsot – Nathalie Prudhomme
- Kevin McNally – Jack Greenwood
- Joseph Konrad Bundschuh – Leutnant zur See Julius Fischer
- Paul Bartel – Anatole Desjesquier
- Ben Münchow – Dieselmaschinist Lutz Rizenhoff
- Hélène Seuzaret – Jacqueline Rossignol
- Thomas Kretschmann – Friedrich  Berger
- Joachim Foerster – Elektromaschinenmaat Ralf Grothe
- Julius Feldmeier – Obersteuermann Eugen Strelitz
- Klaus Steinbacher – Obermechanikermaat Josef Wolf
- Marvin Linke – Funkgast Peter Kraushaar
- Michael McElhatton – Thomas O’Leary felügyelő
- Ulrich Matthes – Kapitän zur See Wilhelm Hoffmann
- Pierre Kiwitt – Robert Schulz korvettkapitány

## Epizódlista

### 1. évad
| #  | Cím                 | Rendező           | Író        | Premier           |
| -- | ------------------- | ----------------- | ---------- | ----------------- |
| 1. | Új utak (Neue Wege) | Andreas Prochaska | Tony Saint | 2018. november 23 |

Az U-113-at egy szövetséges repülőgép támadja meg az Atlanti-óceánon. A tengeralattjárónak merülnie kell. Később egy amerikai romboló mélységi bombákkal elsüllyeszti a tengeralattárót.
La Rochelle-ben az U-612-t felkészítik a hosszú útra. Új kapitány érkezik: Klaus Hoffmann. A kapitány részt vesz egy  bírósági tárgyaláson, és elmondja, hogy az egyik katona ellenséggel szembeni gyávaságot tanusított egy harcban, és részt vesz a katona kivégzésén. Miután lelőtték, de nem halt meg, Hoffman kegyelmi gyilkosságot hajt végre. 
Simone Strasser Elzászból érkezik, hogy a rendőrségnél dolgozzon Margot Bostal nővérrel. Főnökének, Hagan Forsternek, a Gestapo tagjának azonnal megtetszik a vonzó nő. Pips Lüders kártyázás közben harcba kerül, és Pierre Duvall felügyelő őrizetbe akarja venni, de Lüders információt adhat neki, hogy elkerülje ezt. Tűz üt ki a dokkolt tengeralattjáró rádiószobájában, és Frank Strassernek (Simone testvére) kell leváltania a  sérült rádióst. Frank arra kéri Simone-t, hogy adjon át egy dokumentumot valakinek, aki később kiderül, hogy tagja a francia ellenállásnak. Megtudja, hogy Frank Strasser dezertálni akar. A találkozó rövid lesz, mert a rendőrség megérkezik. Simone a  pap segítségét kéri, hogy elkerülje a fogságot.
| #  | Cím                                   | Rendező           | Író           | Premier           |
| -- | ------------------------------------- | ----------------- | ------------- | ----------------- |
| 2. | Titkos küldetések (Geheime Missionen) | Andreas Prochaska | Johannes Betz | 2018. november 23 |

Forster arra kéri Simonet, hogy tolmácsoljon egy elfogott francia ellenállási harcost (Jacqueline), akivel Frank kérésére találkozott, bár Forster ezt nem tudja.
Az U-612-n Hoffmann felbosszantja a legénységet, mivel számos gyakorlatot végeztet velük. Ekkor újabb parancsot kap, hogy jusson el egy találkozási pontra. A küldetés egy propaganda, amelyet közvetlenül Goebbels rendelt el. Amikor Simone belép Frank lakásába, fényképeket talál Frankről és egy Nathalie nevű fiatal nőről, aki a helyi bordélyház bárjában dolgozik, és meglátogatja őt. 
Carla, a helyi ellenállás  vezetője meglátogatja Simonet és kényszeríti, hogy túl sok morfiumot adjon Jacquelinnek, mielőtt beszélni kényszerítik. Simone kihasználja a légi támadást, mivel a rendőrség főhadiszállását evakuálják. De arra nem számít, hogy a morfiumot neki kell beadnia. 
Az U-612 eléri az ellátó hajót, ahol felvesz egy amerikai utast, Samuel Greenwoodot, de hamar megtámadják őket egy szövetséges repülőgépről, miközben tankolnak.
| #  | Cím                  | Rendező           | Író        | Premier            |
| -- | -------------------- | ----------------- | ---------- | ------------------ |
| 3. | Balesetek (Verluste) | Andreas Prochaska | Tony Saint | 2018. november 30. |

Az U-612-en Tennstedt nem titkolja Hoffman iránti megvetését. A legénység tagjai közt pletykák terjednek arról, hogy Greenwood zsidó, és hogy Hoffman hidegvérrel lelőtt egy bírósági kivégzőosztag előtt álló matrózt. Greenwood, aki kezdetben zavarban volt, bosszantja a katonákat, de később megváltozik amikor látja hogy Matthias Loidl baleset következtében elveszíti egyik karját. La Rochelle-ben Simone követi Nathalie-t a házához, és rájön hogy gyermeke van, akinek Frank az apja, és zsidó, hamis személyiséggel. Simone megmutatja neki azt a dokumentumot, amelyet Frank nevében át kellett volna adnia Jacquelinnek. A dokumentum a tengetalattjáróban lévő enigma kapcsolási rajza. Carla elviszi Simonet a rejtekhelyükhöz, és megbeszélik, mi történt Jacquelinnel. Carla odaadja Simonenak az útleveleket, amelyeket Franknek és Nathalienak hamisítottak, de Simone figyelmezteti, hogy Forster tisztában van vele. Carla egyik embere bombát robbant egy visszatért tengeralattjáró legénységét üdvözlő ünnepségén.
| #  | Cím                | Rendező           | Író             | Premier            |
| -- | ------------------ | ----------------- | --------------- | ------------------ |
| 4. | Kétségek (Zweifel) | Andreas Prochaska | Benedikt Röskau | 2018. november 30. |

A bomba megtorlásaként a német rendőrség 100 francia állampolgárt akar lelövetni. La Rochelle polgármesterét felkérik, hogy néze át a lelövendő emberek listáját. Simone, Margot kérésére meglátogatja Nathaliet a kórházban, és nagyon rossz állapotban találja őt, súlyos fejsérülésekkel.
Az U-612-n Max von Haberről kiderül, hogy egy gazdag családból származik, és ez nem tetszik a katonáknak. Megérkeznek a találkozási pontra, ahol át adják Greenwoodot az amerikaiaknak, de amikor be akar szállni a csónakba, megsérti Tennstedtet, aki ezért megüti és Greenwood a tengerbe esik. 
Hoffman beugrik érte, és elindulnak az amerikai hajóra. Az amerikai hajón Greenwood apja vár, és hamar kiderül, hogy az apa és fia közt nem jó a kapcsolat. A cserélendő fogoly, az elsüllyedt U-113 kapitánya: Wrangel. A fiatalabb Greenwood elmondja Hoffmannak, hogy ez csapda és két amerikai romboló már úton van. Visszatérve a tengeralattjáróra, Wrangel azonnal megpróbálja demonstrálni Hoffman feletti hatalmát azzal, hogy azt javasolja, hogy torpedózza meg az amerikai hajót, ám Hoffman ezt nem engedi.
| #  | Cím               | Rendező           | Író         | Premier           |
| -- | ----------------- | ----------------- | ----------- | ----------------- |
| 5. | Hűség (Loyalität) | Andreas Prochaska | Laura Grace | 2018. december 7. |

Simone átadja a kapcsolási rajzot Carlának. Az U-612-n Hoffmann-nak tüdőgyulladása van. Wrangel megragadja a lehetőséget, hogy átvegye a kapitányi pozíciót, először Tennstedtnek visszaadja a főhadnagyi rangot, majd átveszi az irányítást. Ehrenberg elégedetlen, de az új kapitány minden ellenállást lázadásnak tekint. Strasser, Bootsmann és Günther Maas ellenáll, ezért bezárják őket a torpedószobába. Hoffmann felépül, és rövid beszédet tart, de ez nem győzi meg a legénységet, így a tisztek továbbra is Wrangel mellett állnak. Hoffmannt ki akarják rakni a tengeren, egy gumicsónakon, és Max von Haber önszántából Hofmannal tart.
La Rochelle-ben Nathalie meghalt, Simone pedig elmondja Margotnak, hogy Franknak és Nathalienak van egy gyermeke.
Carla Monroe rejtekhelyét egy Philip Sinclair nevű angol látogatja meg, aki Carlat a spanyol polgárháború alatt ismerte meg. Sinclair arra kéri Carlat, hogy támadjon meg bizonyos intézményeket, ha továbbra is meg akarja kapni az ő támogatását az Egyesült Királyságból. Forster és Duvall rájönnek, hogy a bomba visszaszámláló mechanizmusát egy órából lopták el. 
Az U-612 hatalmas brit kereskedelmi hajót észlel, és Wrangel, a protokollok követése nélkül támad. Elsüllyesztik a hajót, de ezután észreveszik a korvetteket és a rombolókat. Arra utasítja a torpedósokat, hogy töltsék be a torpedókat és süllyeszék el a hajókat.
Az epizód azzal ér véget, hogy az ellenséges hajókon lévő ASDIC rendszer pittyogásait halljuk, amint a brit hajók közelednek a tengeralattjáróhoz.
| #  | Cím                           | Rendező           | Író         | Premier           |
| -- | ----------------------------- | ----------------- | ----------- | ----------------- |
| 5. | ?                             |                   |             | 2018. december 7. |
| 6. | Az idő ellen (Gegen die Zeit) | Andreas Prochaska | Simon Allen |                   |

Az U-612 súlyos károkat szenved a mélységi bombáktól. A hajó a tengerfenékre süllyed. Tennstedtet túlságosan is sokkolták az események, és képtelen a vezényelésre.
Ehrenberg kénytelen átvenni a parancsnokságot. A tengeralattjáró ellenőrzése során kiderül, hogy szivárog a levegő, és megsérültek az akkumulátorok.
Az ellenállás egy kódolt francia üzenetet kap a britektől, miszerint a német fegyverek a tengeren érkeznek. Carla arra kéri Simonet hogy szerezze meg a német tengerparti járőrözések terveit, hogy elkerülje a fegyvereket begyűjtő német katonák érkezését. Simone és Margot meglátogatják Nathalie édesanyját, és megállapítják, hogy a csecsemő tüdőgyulladásban szenved. 
Az U-612-re visszatérve a legénység megjavítja a légszivárgást.
Az akkumulátor-csatlakozók egy része megsérült, ami megszakította az áramkört, így klórgáz szivárog belőlük.
Lüders és Haas légzőkészülékkel mennek javítani, de egy akkumulátor felrobban, és nem képesek helyrehozni a kárt. Forster és Duvall kikérdezik a portást, aki a vasöntödében dolgozik, és megkapják annak a személynek a nevét, akinek az óraalkatrészeket szállítottak ki. Simone, aki lefordította a portás beszédét, a rejtekhelyre indul és eltünteti a létfontosságú bizonyítékokat. Eközben megérkeznek a németek, és megölnek egy ellenállót. Simone elrejtőzik, így a németek nem veszik észre.
Megérkeznek a fegyverek amiket Sinclair és Carla be is gyűjt, ezután visszamennek a bázisukra, mit sem sejtve a németek ottlétéről.
Sinclairt megöli egy német katona, de Carlának sikerül elmenekülnie.